# Северин, Дмитрий Петрович
Дми́трий Петро́вич Северин (1791 или 1792 — 21 января (2 февраля) 1865, Мюнхен) — русский дипломат, действительный тайный советник (с 1856). литератор, член литературного общества «Арзамас». С детства ему покровительствовал И. И. Дмитриев, благодаря которому Северин сделал карьеру, а также вошёл в дружественный круг выдающихся литераторов своего времени. Был послом в Швейцарии и Баварии, умер в отставке в Мюнхене.

## Биография
По разным источникам, родился в 1791 или в 1792 году. Сын воспитанницы баронессы А. Н. Строгановой — Анны Григорьевны Брагиной, которая была её незаконной дочерью, и гвардейского офицера Петра Ивановича Северина. Мать Дмитрия Петровича была хорошо образованна, умна и любила искусство. Отец его в 1797—1800 годах был витебским губернатором, а с 1822 года назначен сенатором. Пётр Иванович был сослуживцем И. И. Дмитриева, который находился в близких отношениях с их семьёй и всячески ей покровительствовал, из-за чего ходили ложные слухи, будто Дмитрий Петрович — его незаконный сын.
Учился в петербургском иезуитском пансионе патера Чижа, где воспитывался на тот момент и П. А. Вяземский. С ним Северин несмотря на разницу в возрасте сдружился (Дмитрий Петрович был младше). По воспоминаниям Вяземского, Северин «прекрасно учился и был поведения образцового». В пансионе имел прозвище «Котёнок».
Вступил в службу 31 декабря 1808 года — в Московский архив коллегии иностранных дел. В 1809 году, после назначения Дмитриева министром юстиции, перешёл под его руководство, и в 1811 году — в Коллегию иностранных дел, опять же по ходатайству Дмитриева. Состоял в свите императора Александра I на конгрессах в Троппау и Лайбахе, при графе Нессельроде.
С 1825 года — камергер и действительный статский советник. С 1826 поверенный в делах; в апреле 1836 года с производством в чин тайного советника был назначен чрезвычайным посланником в Швейцарии, с 1837 года состоял в той же должности при Баварском дворе. Был произведён 26 августа 1856 года в действительные тайные советники.
В 1863 году вышел в отставку и жил в Мюнхене до своей смерти 21 января (2 февраля) 1865 года.

## «Арзамас»
Северин был хорошо знаком со многими выдающимися писателями карамзинской школы. Был другом не только Вяземского, но и В. А. Жуковского, Д. В. Дашкова, Д. Н. Блудова, К. Н. Батюшкова. Среди друзей славился своими остроумными экспромтами и мелкими стихотворениями. Несмотря на это литературой Северин занимался мало. Лишь в 1808—1811 годах писал для журнала «Вестник Европы». В нём были напечатаны его переводы с французского, статьи и две басни: «Мышь» (1808, № 22) и «Стрела» (1809, № 18). Благодаря дружбе с литераторами, как отмечал Ф. Ф. Вигель, «двери Арзамаса открылись пред ним настежь».
24 декабря 1815 (5 января 1816) года на «седьмом ординарном» собрании Северин был принят в литературное общество «Арзамас» под прозвищем Резвый Кот, взятое из баллады Жуковского «Пустынник»: «Кружится резвый кот пред ними; / В углу кричит сверчок…» В «Арзамасе», пародируя традицию Российской Академии, новый член должен был читать посмертную речь в честь живого члена общества «Беседы любителей русского слова». Предположительно, Северин читал речь в честь В. Г. Анастасевича. Известно также, что он был президентом «20-го ординарного» собрания 22 апреля (4 мая) 1817 года, когда в кружок вступил М. Ф. Орлов. Кружок прекратил свою деятельность в 1818 году по причине разъезда части арзамасцев из Петербурга в течение 1817—1818 годов. Среди покинувших столицу был и Резвый Кот. Арзамасец Вигель в своих мемуарах дал Северину следующую характеристику:
…худенький Северин был точно на молоке испечённый и от огня слегка подрумяненный сухарь. <…> Что касается до характера, это было удивительное слияние дерзости с подлостью; но надобно признаться — никогда ещё не видал я холопство, облеченное в столь щеголеватые и благородные формы.
В Одессе в 1823 году Северин отказался принять, пришедшего к нему в гости А. С. Пушкина, когда тот был в южной ссылке. Со слов А. И. Тургенева, «обошёлся с ним мерзко, и африканец едва не поколотил его». Эта встреча заставила Пушкина написать эпиграмму «Ваш дед портной, ваш дядя повар…», в которой поэт иронизирует над незнатным происхождением Северина.

## Семейная жизнь

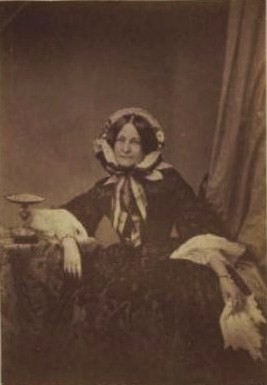
Софья Фёдоровна Северина

Был женат дважды. От обоих браков не имел детей. В первый раз он женился в конце января 1818 года на сестре А. С. Стурдзы и фрейлины Р. О. Эдлинг — Елене Скарлатовне (6.03.1794—20 июня (2 июля) 1818), умершей через пять месяцев после свадьбы. Похоронена на Лазаревском кладбище Александро-Невской лавры.
Вторая жена (с 15 июля 1825 года) — баронесса Софья Фёдоровна Мольтке (1797—1882), кузина Карла Мольтке и любимая фрейлина великой княгини Елены Павловны. Венчание было сначала по православному обряду в церкви Зимнего дворца, а потом по лютеранскому. Поручителями по жениху были граф К. В. Нессельроде и П. Г. Дивов, по невесте — 
поручик Пашков. По словам К. Я. Булгакова, пара эта была очень хорошая, только у обоих было очень мало денег и они были не устроены финансово. За заслуги мужа в августе 1847 года Софья Фёдоровна была пожалована в кавалерственные дамы ордена Св. Екатерины (меньшего креста). По отзывам современников, она была «важной дамой, взгляд её был живой, речь быстрая и стремительная и наружность положительная. Все, что она говорила, могло бы быть напечатано: настолько выражения её были обдуманы и точны».

## Награды
За время своей службы Д. П. Северин был отмечен высшими российскими и иностранными орденами:
российские
- орден Св. Станислава 2-й ст. (1825)
- орден Св. Анны 1-й ст. (1832)
- орден Белого орла (1838)
- орден Св. Владимира 2-й ст. (1846)
- орден Св. Александра Невского (1852); алмазные знаки к ордену (1857)

иностранные
- португальский орден Башни и Меча (1824)
- испанский орден Карлоса III 2-й ст. (1824)
- сардинский орден Св. Маврикия и Лазаря 1-й ст. (1834)
- орден Баварской короны 1 -й ст. (1838)
- гессенский орден Святого Людвига (1841)
- баденский орден Церингенского льва (Большой крест с бриллиантами) (1857)